# Bipirámide triangular elongada
En geometría, la bipirámide triangular elongada es uno de los sólidos de Johnson (J14). Como sugiere su nombre, puede construirse elongando una bipirámide triangular (J12) insertando un prisma triangular entre sus mitades congruentes.
Los 92 sólidos de Johnson fueron nombrados y descritos por Norman Johnson en 1966.

## Fórmulas
Fórmulas de la altura ({\displaystyle H}), área ({\displaystyle A}) y volumen ({\displaystyle V}) de la bipirámide triangular elongada con caras regulares (sólido de Johnson) y aristas de longitud {\displaystyle L}:
{\displaystyle H=L\cdot {\frac {3+2{\sqrt {6}}}{3}}\approx L\cdot 2.632993162}
{\displaystyle A=L^{2}\cdot {\frac {6+3{\sqrt {3}}}{2}}\approx L^{2}\cdot 5.598076211}
{\displaystyle V=L^{3}\cdot {\frac {2{\sqrt {2}}+3{\sqrt {3}}}{12}}\approx L^{3}\cdot 0.6687149623}